# Ethias Arena
El Ethias Arena es uno de los recintos multiusos más amplios de Hasselt, Bélgica. Es utilizado para conciertos musicales, eventos deportivos (tenis, ciclismo indoor, salto, etc) y otros grandes eventos. El estadio abrió sus puertas en 2004 y tiene una capacidad de 21.600 personas.
El Ethias Arena es una parte de la Grenslandhallen y tiene una superficie de 13.600 metros cuadrados (44.619 pies cuadrados).
El 26 de noviembre, se llevó a cabo el Festival de la Canción de Eurovisión Junior 2005.